# Tourov
Tourov je malá vesnice, část města Bavorov v okrese Strakonice v Jihočeském kraji. Nachází se asi tři kilometry západně od Bavorova. Tourov je také název katastrálního území o rozloze 3,44 km².

## Historie
První písemná zmínka o vesnici pochází z roku 1359, kdy se připomíná Lipold z Tourového (předek rodu Kraselovských z Kraselova). Na počátku 15. století se po vsi píše Hrzek z Tourového (předek rodu Budkovských z Budkova), dále také Hynek z Tourového – odlišného erbu od předchozích. Roku 1420 je uváděn v nedaleké Volyni zdejší farář Mikuláš z Tourové, který byl proboštem pražské metropolitní kapituly pověřen správcovstvím zdejšího církevního zboží. Od roku 1452 se v Tourově vyskytuje rod Želízků z Tourového (Jan a Petr z Tourového), který sídlil na zdejší tvrzi snad do počátku 16. století. V roce 1468 se na části vsi uvádí Václav (Vlášek) z Miloňovic. Tuto část vsi pak v roce 1516 držel Hynek z Dráchova sezením v Tourovém. Jeho potomci Jindřich a Beneš prodali zdejší poplužní dvůr kmetcí zemanovi Šimonovi z Javornice. V roce 1550 se uvádí v Tourově svobodník/zeman Jiří Šrámek z Tourového, roku 1605 jeho potomek Jan Šrámek z Tourového, k roku 1612 pak Jakub Šrámek, který byl v roce 1654 v berní rule uváděn spolu se svým poddaným Jakubem Květanem (Květoněm) a svobodníkem Janem Zemanem z Javornice mezi tzv. „many Eggenberskými“. K roku 1664 jeho svobodný dvůr získali Eggenbergové a připojili jej k panství Helfenburg (Netolice). Bratr Jakuba Šrámka, Bartoloměj Šrámek, se uvádí v nedaleké vsi Záluží, na pozdějším statku čp. 4, kde založil další rodovou větev. Ze stejné vsi pochází také rod Štěpánků z Tourového.

## Obyvatelstvo
| Rok            | 1869 | 1880 | 1890 | 1900 | 1910 | 1921 | 1930 | 1950 | 1961 | 1970 | 1980 | 1991 | 2001 | 2011 | 2021 |
| -------------- | ---- | ---- | ---- | ---- | ---- | ---- | ---- | ---- | ---- | ---- | ---- | ---- | ---- | ---- | ---- |
| Počet obyvatel | 143  | 152  | 140  | 125  | 135  | 114  | 102  | 59   | 70   | 54   | 36   | 35   | 24   | 15   | 41   |
| Počet domů     | 19   | 20   | 20   | 21   | 19   | 19   | 18   | 19   | 16   | 16   | 13   | 15   | 17   | 17   | 18   |

## Obecní správa
Při sčítání lidu v letech 1850–1963 Tourov byl samostatnou obcí, se kterým patřil nejprve do okresu Písek, ale v roce 1950 v okrese Prachatice. Od roku 1964 je částí města Bavorov v okrese Strakonice. V letech 1850–1920 k obci patřila Javornice a v letech 1850–1928 také Koječín.

## Pamětihodnosti
- Výklenková kaplička, na severovýchodním okraji vesnice mezi čp. 4 a 5 (kulturní památka České republiky)
- Boží muka, cestou k Hájku (kulturní památka České republiky)
- zbytky gotické tvrze

## Rody
- Želízkové z Tourového
- Štěpánkové z Tourového